# Coroa-de-cristo
Coroa-de-cristo (Euphorbia milii) é um arbusto espinhoso originário de Madagascar muito difundido no Brasil, onde é utilizado como planta ornamental e como proteção em cercas vivas. Também é conhecida como colchão-de-noiva, dois-irmãos, bem-casados, coroa-de-espinhos, martírios, duas-amigas, coroa-de-nossa-senhora e dois-amigos.

## Etimologia
Seu nome científico, Euphorbia milii, foi proposto por Des Moulins em homenagem ao barão Pierre-Bernard Milius, governador pela França da Ilha de Bourbon, atual Ilha Reunião, que levou algumas destas plantas para o Jardim Botânico de Bordeaux em 1821. Bastante difundida nos estados brasileiros de Minas Gerais e Bahia, também recebe os nomes de dois-amores, bem-casados ou dois-amigos, em razão do fato de suas flores, pequenas, pedunculadas, com brácteas de cor vermelha bem acentuada, surgirem sempre aos pares, em cimeiras terminais.

## Características

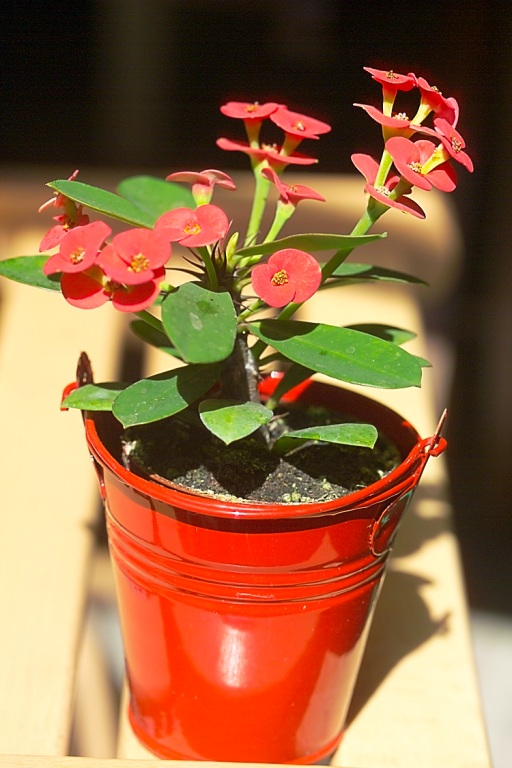

Essa planta pertencente ao gênero Euphorbia consiste em um arbusto perene de até 2 metros de altura, bastante ramificado, com longos ramos contorcidos, providos de numerosos espinhos afiados em forma de agulhas, medindo cerca de 3 centímetros de comprimento. Seu nome é uma homenagem ao Barão Pierre-Bernard Milius, governador pela França da Ilha de Bourbon, atual Ilha Reunião, o qual doou algumas plantas desta espécie para o Jardim Botânico de Bordeaux em 1821. Des Moulins descreveu e publicou esta espécie, que apresenta pequenos cachos de flores de coloração vermelha.
A planta é semi-herbácea, e apresenta espinhos rígidos e folhas concentradas principalmente na parte superior dos ramos. Possui pequenas inflorescências protegidas por brácteas de coloração vermelha, podendo apresentar variedades de coloração amarela que dependendo da insolação se tornam levemente róseas.
A planta é um arbusto perene que possui látex cáustico e irritante, que pode afetar as mucosas nasal, oral e ocular. Quando entra em contato com os olhos ocasiona conjuntivite podendo causar lesões mais graves levando a perfuração da córnea e cegueira. O contato com a pele pode causar queimaduras, e a formação de vesículas e pústulas. O contato com a mucosa oral ou no caso de mastigação e ingestão pode provocar salivação, náuseas, vômitos e até diarreia.

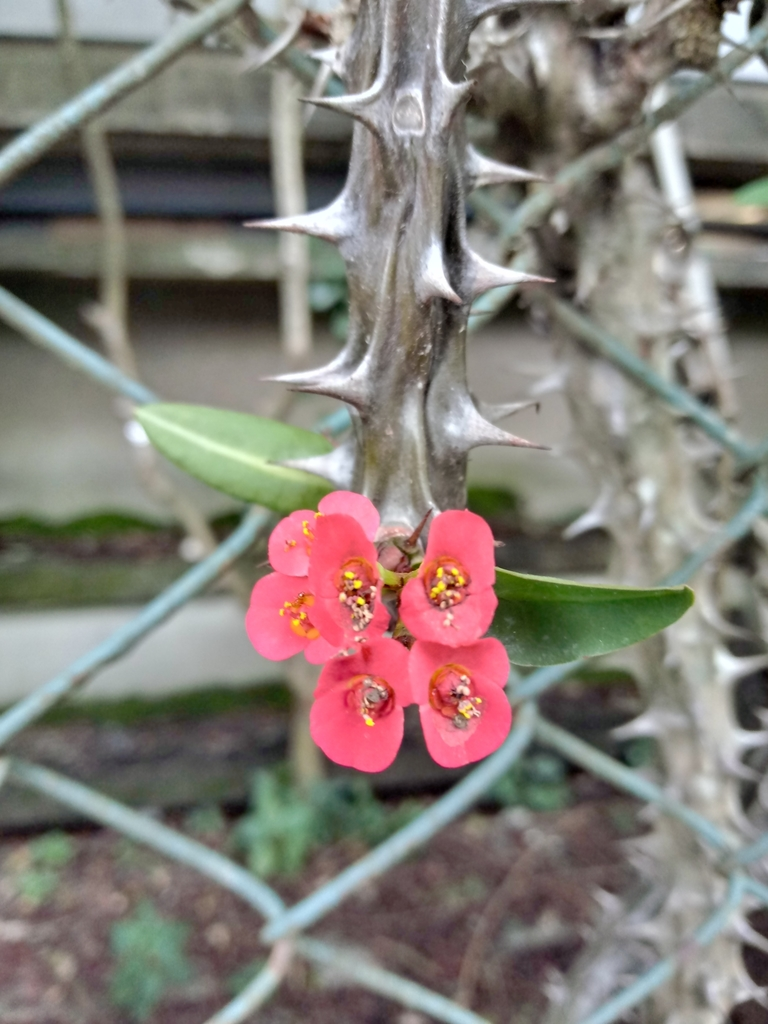
Flores de coroa-de-cristo com espinhos na Universidade de São Paulo

Apresentam grandes variações de tamanho, indo de cerca de 1,5 até 2,5 metros de altura, muito ramificado, com ramos compridos e contorcidos, armados de numerosos espinhos com cerca de 2,5 centímetros de comprimento.
Suas folhas são alternadas, simples, inteiras, obovadas ou espatuladas, glabras, membranosas e pecíolos curtos.
A flores são unissexuais, reunidas em inflorescências do tipo ciátio, com pedúnculos longos e brácteas vermelhas ou amarelas. O invólucro campanulado apresenta cinco nectários glandulares apicais. Os frutos são do tipo cápsulas tricoca.

## Utilização
Uma extensa literatura científica relata o potencial efeito moluscicida do látex de diversas espécies do gênero Euphorbia. Existe a possibilidade do controle de vetores da esquistossomose com o emprego destas plantas, que representariam uma solução de baixo custo e ecologicamente correta para o problema. Entretanto, as propriedades tóxicas deste látex diminuem a viabilidade do uso do mesmo sem maiores estudos.
Seu uso como cercas vivas é amplamente difundido. Esta planta, além de oferecer proteção, floresce durante o ano todo, apresentando valor paisagístico interessante. Apesar de apresentar espinhos abundantes sua folhagem verde pode ser podada para adquirir o formatos desejado. Suas flores arredondadas podem ser rosas, vermelhas, brancas ou amarelas. A coroa-de-cristo presta-se como cerca-viva, isolada ou junto ao muro, tornando-se bastante respeitável, inclusive por animais domésticos. Neste sentido, ainda podemos aproveitá-la como bordadura.

## Cultivo
Estas plantas devem ser cultivadas a pleno sol, de preferência em solos férteis e com regas periódicas, mas se adaptam facilmente depois de estabelecidas em solos fracos e com pouca água. O seu manuseio deve ser sempre realizado com luvas grossas e com bastante cuidado, devido tanto a presença dos numerosos espinhos, como por apresentar um látex tóxico, que pode provocar irritação nas mucosas dos olhos, na boca e na pele. Multiplica-se facilmente no inverno por estacas.

## Variedades
Das variedades descritas de E. milii:
- Euphorbia milii var. bevilaniensis (L.C.M.Croizat) E.Ursch e J.D.Leandri
- Euphorbia milii var. hislopii (N.E.Brown) E.Ursch e J.D.Leandri
- Euphorbia milii var. imperatae (J.D.Leandri) E.Ursch e J.D.Leandri
- Euphorbia milii var. longifolia W.Rauh
- Euphorbia milii var. milii C.des Moulins - Crown-of-thorns, christplant
- Euphorbia milii var. roseana J.Marnier-Lapostolle
- Euphorbia milii var. splendens (W.Bojer ex W.J.Hooker) E.Ursch e J.D.Leandri
- Euphorbia milii var. tananarivae ou lutea (J.D.Leandri) E.Ursch e J.D.Leandri
- Euphorbia milii var. tenuispina W.Rauh e A.Razafindratsira
- Euphorbia milii var. tulearensis E.Ursch e J.D.Leandri
- Euphorbia milii var. vulcanii (J.D.Leandri) E.Ursch e J.D.Leandri

Pelo menos cinco variedades estão presentes no Brasil:
- var. splendens Des Moulins;
- var. hislopii Brown, com folhas de ca. 7 cm de comprimento;
- var. beoni, com folhas de ca.15 cm de comprimento;
- var. imperatae com folhas ovaladas e e flores pequenas;
- var. tananarivae-lutea com flores amarelas e folhas menores)

## Planta tóxica
A coroa-de-cristo é uma rica em um látex leitoso que é exsudado quando a planta sofre algum tipo de trauma, tal como um corte. Nesse látex, são encontradas várias substâncias cáusticas e tóxicas. Os principais componentes tóxicos do látex são os ésteres de forbol que causam queimação, irritação e inflamação quando em contato com a pele. O contato do látex com olhos pode levar à cegueira se não tratado adequadamente. O látex dessa planta contém um fluido branco-leitoso, de baixa densidade, que apresenta várias enzimas e alcaloides. Esse líquido pode provocar irritação em contato com a pele e intoxicação se colocado em contato com mucosas ou ingerido. Se os olhos forem atingidos, esse látex pode provocar perfuração da córnea e, consequentemente, cegueira. Nos casos de ingestão da planta, é necessária a realização de uma lavagem gástrica, com posterior administração de carvão ativado, laxantes e de analgésicos.